# Усятское
Усятское — село в Бийском районе Алтайского края России. Административный центр Усятского сельсовета.

## География
Находится в восточной части края, в южных пределах Бийско-Чумышской возвышенности, на берегах реки Бия.
Климат
Умеренный континентальный. Самый холодный месяц: январь (до −54 °C), самый тёплый: июль (до +39 °C). Годовое количество осадков составляет 450—500 мм.

## Население
| 1997  | 1998  | 1999  | 2000  | 2001  | 2002  | 2003  |
| ----- | ----- | ----- | ----- | ----- | ----- | ----- |
| 1288  | ↘1276 | →1276 | ↘1248 | ↘1226 | ↘1137 | ↗1200 |
| 2004  | 2005  | 2006  | 2007  | 2008  | 2009  | 2010  |
| ↘1188 | ↗1196 | ↘1175 | ↘1143 | ↗1187 | ↗1208 | ↘1102 |
| 2011  | 2012  | 2013  |       |       |       |       |
| ↘1099 | ↘1049 | ↘1006 |       |       |       |       |

Национальный состав
Согласно результатам переписи 2002 года, в национальной структуре населения русские составляли 95 % от 1295 жит..

## Инфраструктура
Функционируют: муниципальная бюджетная общеобразовательная школа «Усятская СОШ», администрация поселения, отделение «Почты России», фельдшерско-акушерский пункт, сельский клуб, OOO "УСЯТСКОЕ МОЛОКО"

## Транспорт
Село доступно по дороге общего пользования регионального значения «Бийск — Усятское — Соусканиха — Верх-Кажа» (идентификационный номер 01 ОП РЗ 01К-34)